# Jana Nechutová

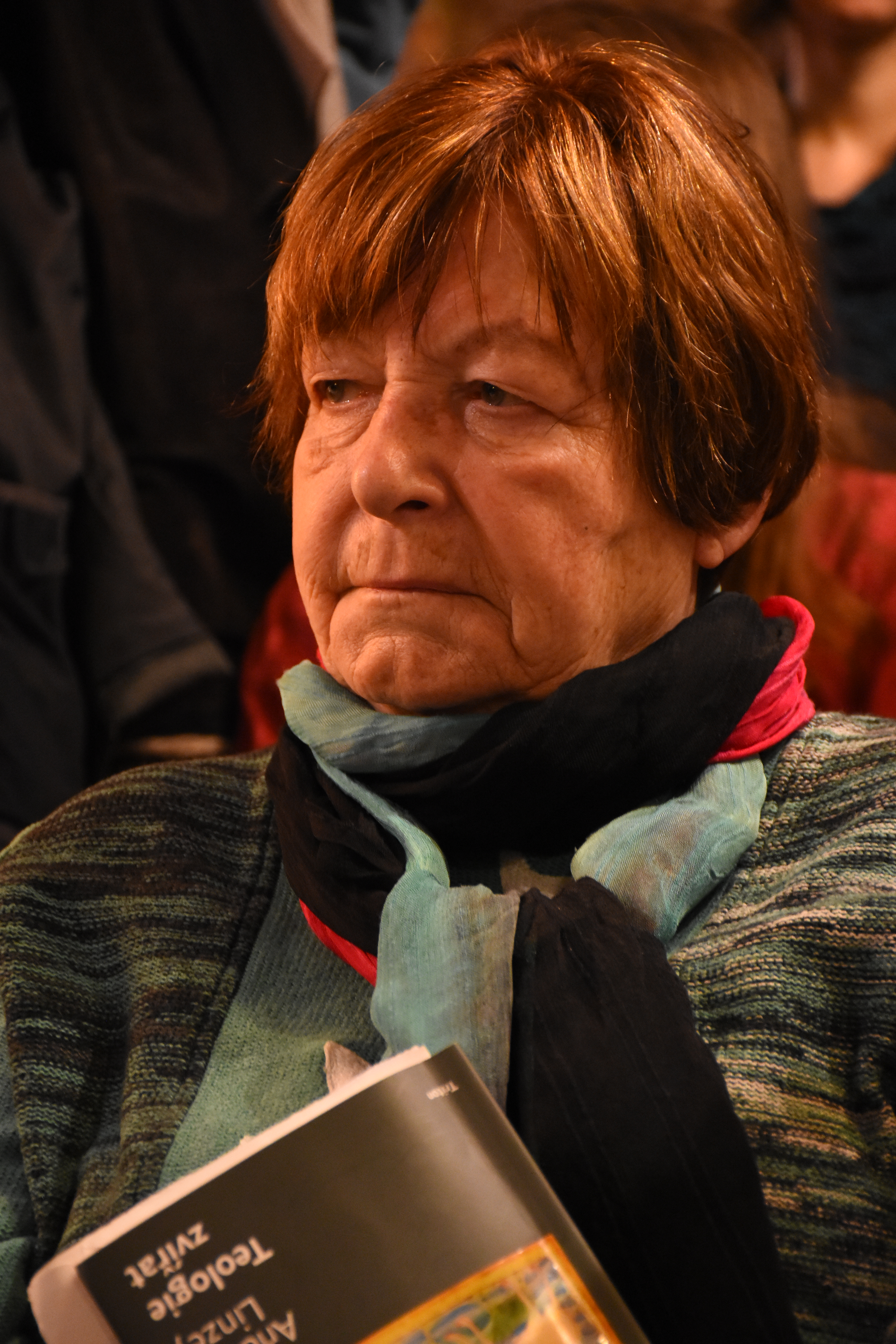
Janá Nechutová 2018 in Brünn

Jana Nechutová (* 28. November 1936 in Olmütz) ist eine tschechische Philologin, Übersetzerin und Hochschullehrerin.

## Leben
Jana Nechutová wurde 1936 in Olmütz geboren, studierte aber in Brünn, wo sie auch Latein und Griechisch an der Philosophischen Fakultät lernte. Ihre Abschlussarbeit aus dem Jahr 1965 hatte den Titel „Místo Mikuláše z Drážďan v raném reformačním myšlení“ („Der Platz des Nikolaus von Dresden im Denken der frühen Reformation“). Ein Jahr später wurde sie ebenfalls über Nikolaus von Dresden und seine Predigt „Querite primum regnum Dei“ promoviert. Von 1959 bis 1961 arbeitete sie im Archiv von Třeboň, ab 1961 an der Philosophischen Fakultät der Universität Brünn (heute Masaryk-Universität). Sie wurde 1991 habilitiert („Die Lehren des Matthias von Johannes und sein Werk“). 1992 wurde sie zur Professorin ernannt, von 1995 bis 1998 war sie Dekanin ihrer Fakultät. Sie absolvierte wissenschaftliche Praktika in Polen, Italien, Deutschland und Österreich. 
1969 trat sie aus der Kommunistischen Partei aus, der sie in ihrer Jugend beigetreten war und der sie zehn Jahre lang angehört hatte. 
Sie ist Mitglied mehrerer wissenschaftlicher Beiräte, Mitglied der Akademie der Wissenschaften der Tschechischen Republik und Vorsitzende der Kommission für die Veröffentlichung der Schriften von Jan Hus. Sie wurde mit Medaillen der Masaryk-Universität, der Karls-Universität, der Palacký-Universität und anderen Universitäten ausgezeichnet. Sie ist die Witwe von Radislav Hoška und die Schwester von Hana Librová. Sie engagiert sich stark in der Evangelischen Kirche der Böhmischen Brüder und ist Mitglied der Gemeinde im Brünner Stadtteil Brno-Židenice.

## Publikationen
- Stručné dějiny latinské literatury středověku. Prag: Arista – Baset, 2013.
- Caesarius z Heisterbachu, Vyprávění o zázracích. Středověký život v zrcadle exempel. Prag: Vyšehrad, 2009.
- Die lateinische Literatur des Mittelalters in Böhmen. Aus dem Tschechischen übersetzt von Hildegard Boková und Václav Bok. 1. Aufl. Köln: Böhlau Verlag, 2007.
- Aurelius Augustinus, Křesťanská vzdělanost – De doctrina christiana. Prag: Vyšehrad, 2004.
- Latinská literatura českého středověku do roku 1400. Prag: Vyšehrad, 2000.
- Česká latinsky psaná literatura do roku 1300. Brünn: Vydavatelství MU, 1997.
- Texty ke cvičením ze středověké latiny. Dotisk. Brünn: Vydavatelství Masarykovy univerzity, 1996.
- Úděl a útěcha. Konsolační literatura antiky, patristiky a středověku. Herspitz: Eman, 1995.